# Zgoda
Pour les articles homonymes, voir Zgoda (homonymie).
Le camp de Zgoda était un camp de concentration administré par les autorités communistes polonaises.
Il était à l'origine une section du camp d'Auschwitz, basé à Świętochłowice, ouvert en 1943. Son nom allemand était KZ Eintrachthütte.
En février 1945, après avoir été libéré par l'Armée rouge, le camp et ses infrastructures ont servi pour interner officiellement des prisonniers de la Wehrmacht, mais en réalité une forte proportion de civils allemands (y compris femmes et enfants) et de Polonais. Selon l'Institut de la mémoire nationale, entre 6 000 et 10 000 personnes y furent détenues jusqu'à sa fermeture en novembre 1945, systématiquement torturées, parfois par Salomon Morel lui-même, directeur du camp. Les mêmes sources évaluent à 1 855 le nombre de morts tués personnellement par ce dernier et par sa maîtresse. 
Il était administré par le Służba Bezpieczeństwa. Le directeur du camp, Salomon Morel, a fui à Tel Aviv à la chute du communisme. Les autorités polonaises ont depuis demandé son extradition, pour l'inculper pour crimes de guerre et crimes contre l'humanité, jusqu'à sa mort le 14 février 2007.